# Guemzek (peuple)
Pour les articles homonymes, voir Guemzek.
Les Guemzek sont une population d'Afrique centrale vivant au nord du Cameroun sur les plateaux du Mandara.

## Ethnonymie
Selon les sources et le contexte, on observe quelques variantes : Gemdjek, Gemjeks, Gemzek, Gemzeks, Guemjek, Guemshek.

## Langue
Leur langue est le guemzek, une langue tchadique, proche du zulgo.